# Sint-Bavokerk (Boechout)

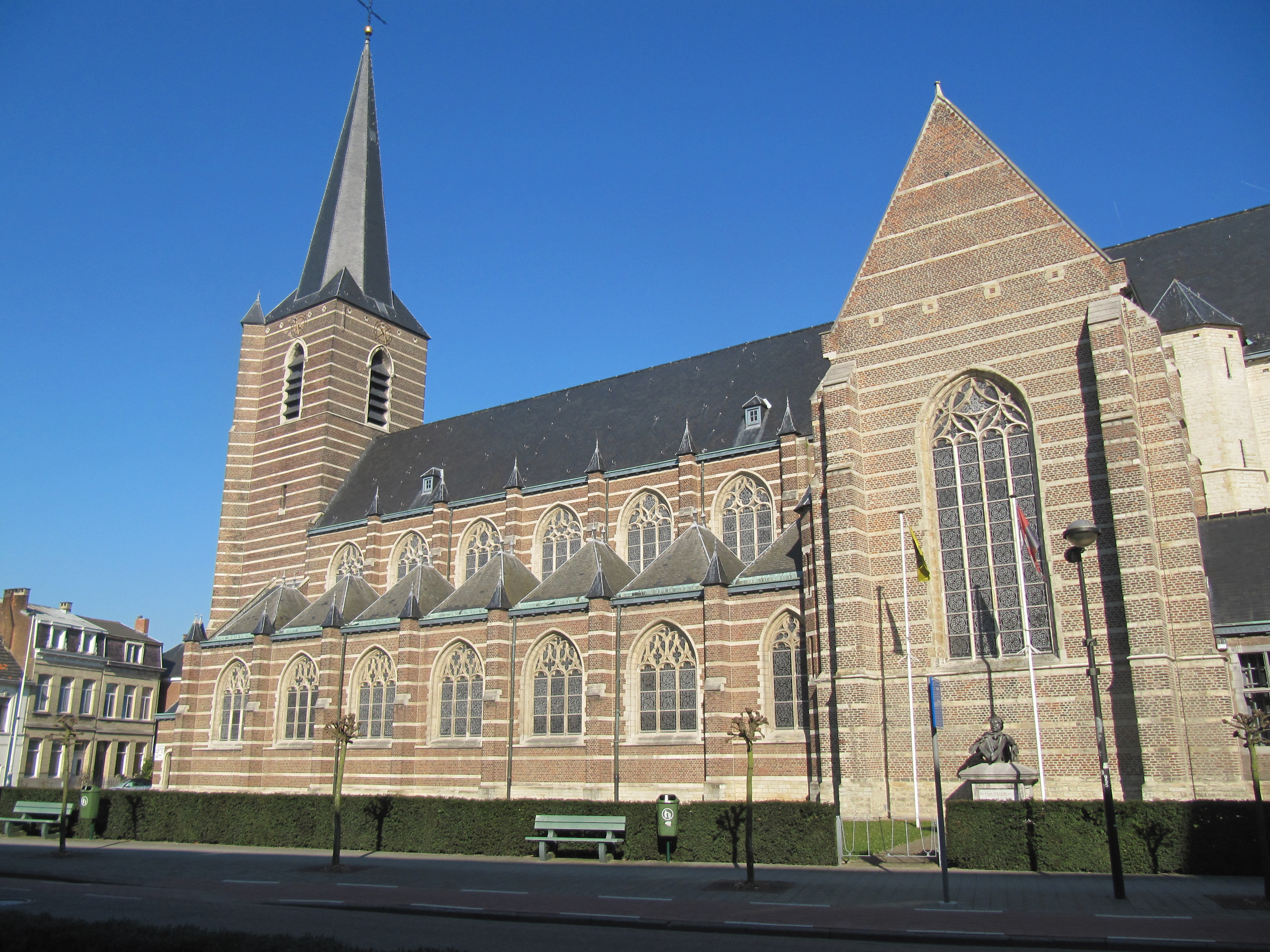
Sint-Bavokerk

De Sint-Bavokerk is de parochiekerk van de Antwerpse plaats Boechout, gelegen aan het Sint-Bavoplein.

## Geschiedenis
Een kerk te Boechout zou voor het eerst vermeld zijn in 974, toen het patronaatsrecht en tiendrecht aan de Sint-Baafsabdij te Gent werd verleend.
Van een gotisch kerkgebouw werd in 1431 de toren gebouwd, het koor is van omstreeks 1500. In de kerk brak brand uit in 1542 en in 1583, maar de toren en het koor bleven intact, zodat tot in de 17e eeuw de toren los stond van het koor. In 1639 begon het herstel en in 1640 werd het transept en schip voltooid.
In 1841-1842 werd het schip afgebroken en een nieuw schip, nu met zijbeuken, kwam ervoor in de plaats. In 1897-1898 werd toren en schip afgebroken om de kerk in westelijke richting te vergroten. Waar de oude toren in witte natuursteen was opgetrokken, werd de nieuwe toren in baksteen uitgevoerd met banden van witte natuursteen. Tijdens de Eerste Wereldoorlog liep de kerk schade op, die echter vrij snel werd hersteld. Ook tijdens de Tweede Wereldoorlog werd de kerk beschadigd.
Tijdens werkzaamheden werden archeologische vondsten gedaan, zoals een Merovingisch graf, een vroegmiddeleeuwse en meerdere middeleeuwse graven en sporen van de eerdere kerk, die uit de vroege middeleeuwen stamt.

## Gebouw
Het gebouw omvat een 15e-eeuws koor, in zandsteen opgetrokken, en een 17e-eeuws transept. Het basilicale schip en de toren zijn in baksteen en voorzien van natuurstenen speklagen. Op de toegangsdeur bevindt zich een Sint-Bavobeeldje van 1652.

## Interieur
Het merendeel van het kerkinterieur is neogotisch uit de 19e en begin 20e eeuw. De preekstoel is van omstreeks 1770 en is afkomstig van de Sint-Gummaruskerk te Lier. Er zijn drie 17e-eeuwse en één 18e-eeuwse biechtstoelen. Er zijn rouwblazoenen van de families Courtois, Van Colen en Moretus.
In de periode van 1860 – 1862 kreeg het hoogkoor drie glasramen met voorstellingen uit het leven van Kardinaal Sterckx, pastoor te Boechout 1821 – 1824. Glazenier J. F. Pluys werkte naar het ontwerp van Edward Dujardin. Van hen zijn ook 4 ramen aangebracht in de tijdspanne 1864 – 1865. Een daarvan stelt de H. Bavo, H. Franciscus van Assisi en Maria Magdalena voor. Dit raam is bewaard gebleven. Drie andere zijn vernield tijdens W. O. II. In 1959 zijn zij vervangen door brandglasramen van glazenier J. Van den Broeck van Antwerpen naar ontwerp van kunstschilder J. Van Ael. Ze beelden momenten uit het leven van Franciscus van Assisi en van Johannes de Doper uit.